# Andfjorden
Andfjorden er et sund som adskiller Andøya i Nordland fylke  og Senja i Troms og Finnmark. I sydvest går Andfjorden over i Kvæfjorden og Godfjorden mod Hinnøya. I sydøst går Andfjorden over i Vågsfjorden. Inde i Andfjorden ligger øerne i den tidligere Bjarkøy kommune, med Grytøya  som den største. Andfjorden er ca. 30 km bred og op til 517 meter dyb.
Om sommeren går der færge over Andfjorden mellem Andenes på Andøya og Gryllefjord på Senja.
Ved Steinavær i Andfjorden er der  et stort koralrev.